# 圣日耳曼拉布朗什埃尔布
圣日耳曼-拉布朗什埃尔布（法語：Saint-Germain-la-Blanche-Herbe，法語發音：[sɛ̃ ʒɛʁmɛ̃ la blɑ̃ʃ ɛʁb] ⓘ）是法国卡尔瓦多斯省的一个市镇，属于卡昂区。

## 地理
圣日耳曼-拉布朗什埃尔布（49°11'23"N, 0°24'39"W）面积2.63 平方千米，位于法国诺曼底大区卡爾瓦多斯省，该省份为法国西北部沿海省份，北濒大西洋英吉利海峡，东北与滨海塞纳省以海上边界相接，东临厄尔省，南至奧恩省，西与芒什省接壤。

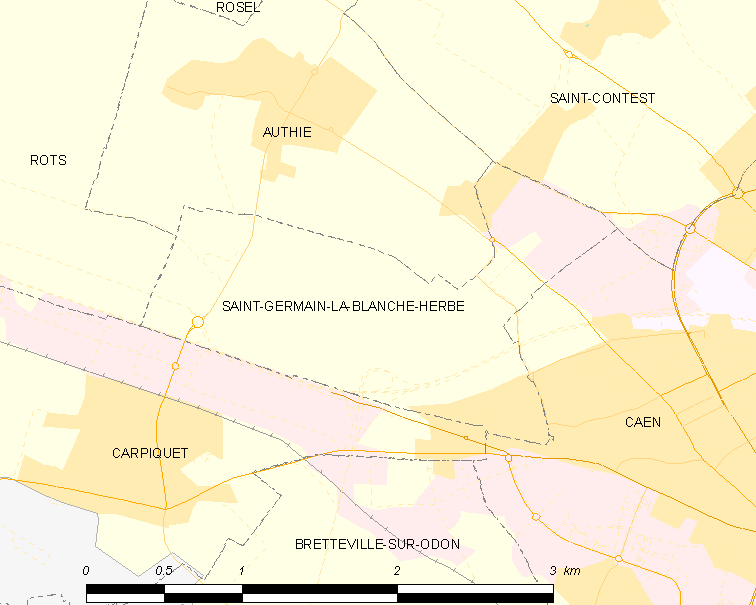
圣日耳曼-拉布朗什埃尔布的OSM定位图

与圣日耳曼-拉布朗什埃尔布接壤的市镇（或旧市镇、城区）包括：欧蒂、卡昂、卡尔皮凯、圣孔泰、罗镇。
圣日耳曼-拉布朗什埃尔布的时区为UTC+01:00、UTC+02:00（夏令时）。

## 行政
圣日耳曼-拉布朗什埃尔布的邮政编码为14280，INSEE市镇编码为14587。

## 政治
圣日耳曼-拉布朗什埃尔布所属的省级选区为卡昂第二县。

## 人口
圣日耳曼-拉布朗什埃尔布于2022年1月1日时的人口数量为2493人。

1962-2008年间圣日耳曼-拉布朗什埃尔布人口变化图示